# S/S Wartheland
M/S Wartheland var et tysk troppetransportskib på 6.783 BRT, der 2. oktober 1943 sejlede 198 jøder og 150 kommunister til Swinemünde i Nazi-Tyskland. De jødiske fanger blev transporteret videre til ghettoen Theresienstadt, mens kommunisterne blev bragt til koncentrationslejren Stutthof.
Wartheland var oprindelig bygget på Nakskov Skibsværft for det norske rederi Westfal-Larsen & Co. A/S i Bergen, men blev i 1942i, mens det endnu var under bygning, beslaglagt af den tyske marine. Skibets oprindelige navn var Falkanger (det var Westfal-Larsens tredje skib af det navn), men ved stabelafløbningen den 20. december 1942 fik det navnet Wartheland efter et af de fire Reichsgaue, som den del af Polen, der efter 1939 blev indlemmet i det tyske rige, var inddelt i. Wartheland gjorde tjeneste som målskib ved ubådsskolerne i Mürwik og Travemünde. I september 1943 kom Wartheland til København for at gennemgå forskellige reparationer. Inden Wartheland genoptog tjenesten som målskib, fungerede det som fangetransportskib ved deportationen af de danske jøder, der blev arresteret natten 1.-2. oktober 1943, og de kommunister, der sad i Horserødlejren. Sammen med Wartheland lå også skibene Monte Rosa (senere HMT Empire Windrush) og Moero ved Langelinie for at tage fanger om bord; der blev imidlertid kun brug for Wartheland til dette formål.
I januar-februar 1945 deltog Wartheland i evakueringen af tyske soldater og civile fra Østprøjsen og de øvrige tyske østområder. Den 11. februar 1945 ankom Wartheland til København medførende 2.028 sårede, 200 flygtninge og 115 sanitetsfolk samt ligene af 25 soldater og/eller flygtninge, der var døde under sejladsen.
Ved krigens afslutning befandt Wartheland sig i København. Den 14. juni 1945 blev skibet givet tilbage til sine norske ejere.

## Ekstern henvisning
- Weimar Reeplau (SS Wartheland)